# Willy Kernen
Wilhelm „Willy” Kernen (La Chaux-de-Fonds, 1929. augusztus 6. – La Chaux-de-Fonds, 2009. november 12.) svájci labdarúgóhátvéd, edző.
A FC La Chaux-de-Fonds csapatával kétszer (1954-ben és 1955-ben) országos bajnoki címet és 6 nemzeti kupát (1948, 1951, 9154, 1955, 1957, 1961) nyert.
1950 és 1960 között a svájci válogatottban játszott. 1962-ben fejezte be a labdarúgó-pályafutását.